# Młodzieżowe Drużynowe Mistrzostwa Polski na Żużlu 2009
Młodzieżowe Drużynowe Mistrzostwa Polski 2009 – zawody żużlowe, mające na celu wyłonienie medalistów młodzieżowych drużynowych mistrzostw Polski w sezonie 2009. Rozegrano eliminacje w czterech grupach oraz finał z udziałem zwycięzców z każdej grupy.

## Finał
- Toruń, 27 sierpnia 2009
- Sędzia: Wojciech Grodzki

| Msc |                                                                                        | Drużyna / Zawodnik                                      | Biegi                    | Punkty |
| --- | -------------------------------------------------------------------------------------- | ------------------------------------------------------- | ------------------------ | ------ |
| 1   |                                                                                        | Unibax Toruń                                            | Unibax Toruń             | 41     |
| 1   | Damian Celmer Emil Pulczyński Bartosz Pietrykowski Kamil Pulczyński Łukasz Przedpełski | (2,3,2,2,3) (3,3,3,3,2) (0,–,1,–,–) (3,3,2,2,2) (u,1,1) | 12 14 1 12 2             |        |
| 2   |                                                                                        | Stal Gorzów Wielkopolski                                | Stal Gorzów Wielkopolski | 38     |
| 2   | Paweł Zmarzlik Mateusz Mikorski Łukasz Cyran Adrian Szewczykowski Paweł Parys          | (1,3,3,3,0) (1,2,2,0,3) (2,2,2,3,1) (3,1,3,1,2) ns      | 10 8 10 –                |        |
| 3   |                                                                                        | Unia Leszno                                             | Unia Leszno              | 33     |
| 3   | Mateusz Łukaszewski Kamil Adamczewski Przemysław Pawlicki Sławomir Musielak –          | (1,1,1,1,1) (1,2,u,1,2) (2,1,3,3,3) (3,2,0,2,3) –       | 5 6 12 10 –              |        |
| 4   |                                                                                        | Stal Rzeszów                                            | Stal Rzeszów             | 7      |
| 4   | Damian Boniecki Mateusz Szostek Łukasz Kret Adam Wojciechowski –                       | (u,–,1,0,–) (2,0,1,2,1) (0,t,1,0,0) (0,0,t,0,–) –       | 1 6 1 0 –                |        |

Bieg po biegu:
1. Musielak, Celmer, Mikorski, Wojciechowski
2. E.Pulczyński, Pawlicki, Zmarzlik, Kret
3. K.Pulczyński, Cyran, Adamczewski, Boniecki (u)
4. Szewczykowski, Szostek, Łukaszewski, Pietrykowski
5. E.Pulczyński, Musielak, Szewczykowski, Wojciechowski
6. Celmer, Cyran, Pawlicki, Szostek
7. Zmarzlik, Adamczewski, Boniecki, Przedpełski (u)
8. K.Pulczyński, Mikorski, Łukaszewski, Kret (t)
9. Zmarzlik, K.Pulczyński, Szostek, Musielak
10. Pawlicki, Mikorski, Pietrykowski, Wojciechowski (t)
11. Szewczykowski, Celmer, Kret, Adamczewski (u)
12. E.Pulczyński, Cyran, Łukaszewski
13. Pawlicki, K.Pulczyński, Szewczykowski, Wojciechowski
14. Cyran, Musielak, Przedpełski, Kret
15. E.Pulczyński, Szostek, Adamczewski, Mikorski
16. Zmarzlik, Celmer, Łukaszewski, Boniecki
17. Mikorski, Adamczewski, Przedpełski
18. Celmer, Szewczykowski, Łukaszewski
19. Musielak, K.Pulczyński, Cyran, Kret
20. Pawlicki, E.Pulczyński, Szostek, Zmarzlik